# Ginnat Dubnow
Ginnat Dubnow – park miejski położony w osiedlu Ha-Cafon ha-Chadasz, we wschodniej części Tel Awiwu, w Izraelu.

## Nazwa
Park został nazwany na cześć Szymona Dubnowa, żydowskiego historyka z Białorusi.

## Środowisko naturalne
Teren parku Dubnowa jest w większości porośnięte trawami, a drzewostan jest zdominowany przez oleandry i agawy.

## Kultura
W bezpośrednim sąsiedztwie parku znajduje się centrum kultury Tel Awiw Performing Arts Center.